# Raintree County
Raintree County is een film uit 1957 van regisseur Edward Dmytryk en is gebaseerd op de gelijknamige roman van schrijver Ross Lockridge jr.. De hoofdrollen zijn voor Elizabeth Taylor en Montgomery Clift. De film werd in 1958 genomineerd voor vier Oscars.

## Inhoud
De idealistische poëet John Wickliff Shawnessy verlaat zijn schoolvriendin Nell Gaither en stort zich in een huwelijk met de mooie en rijke Susanna Drake uit New Orleans. Wanneer John ontdekt dat Susanna's moeder in een psychiatrische instelling stierf, merkt hij dat Susanna zelf op emotioneel vlak ook erg labiel is. Hun huwelijk verloopt niet naar behoren en John sluit zich tijdens de Amerikaanse Burgeroorlog aan bij het leger van de Unie. Tijdens de oorlog probeert hij alles op een rijtje te zetten en denkt hij na over wat hij met zijn toekomst moet aanvangen.

## Rolverdeling
| Acteur           | Personage               |
| ---------------- | ----------------------- |
| Montgomery Clift | John Wickliff Shawnessy |
| Elizabeth Taylor | Susanna Drake           |
| Eva Marie Saint  | Neill Gaither           |
| Lee Marvin       | Orville Perkins         |
| Rod Taylor       | Garwood B. Jones        |
| Agnes Moorehead  | Ellen Shawnessy         |

## Oscarnominaties
- Best Actress in a Leading Role - Elizabeth Taylor
- Best Music - Johnny Green
- Best Costume Design - Walter Plunkett
- Best Art Direction-Set Decoration - William A. Horning, Urie McCleary, Edwin B. Willis, Hugh Hunt

## Feiten
- Regisseur Edward Dmytryk en acteur Montgomery Clift werkten in 1958 terug samen, ditmaal voor de oorlogsfilm The Young Lions.
- Elizabeth Taylor en Clift waren in het echte leven boezemvrienden. Ze zijn in totaal in drie films samen te zien. Naast deze film ook in A Place in the Sun en Suddenly, Last Summer.
- Tijdens de opnames raakte Montgomery Clift hevig gewond door een auto-ongeval. Na een feest bij Elizabeth Taylor reed Clift naar huis en vloog hij met zijn wagen tegen een boom. Taylor haalde zijn lichaam uit de wagen na het ongeluk. Clifts gezicht was hevig toegetakeld en werd door middel van plastische chirurgie zo goed mogelijk hersteld, al bleven de verschillen met zijn vroegere gelaat nog steeds duidelijk. Hierdoor probeerde men Clift tijdens de resterende opnames zo weinig mogelijk met zijn slechte zijde in beeld te brengen.
- Op het ogenblik dat de film in de bioscoop kwam, had hij de titel van 'duurste film ooit gemaakt'.